# Gone with the Wind (Lied)
Gone with the Wind ist ein Lied der amerikanischen Popularmusik, das Allie Wrubel (Melodie) und Herb Magidson (Text) 1937 veröffentlichten. Es entwickelte sich später zum Jazzstandard.

## Geschichte
Das Lied entstand unter dem Eindruck des Romans Vom Winde verweht von Margaret Mitchell, fand aber keine Verwendung in dem gleichnamigen Film aus dem Jahr 1939. Der überwiegend in Dur gehaltene Song war in der Liedform A – B – A – C verfasst.
Die im Jahr 1937 als Single erstmals herausgebrachte Gone with the Wind verkaufte sich eine Million Mal; in der von Horace Heidt (mit dem Sänger Larry Cotton) eingespielten Ursprungsversion erreichte der Song im Juli 1937 Platz 1 der amerikanischen Charts. Wenige Wochen später erreichten die Versionen von Guy Lombardo (Platz 16) und Claude Thornhill (mit Sängerin Maxine Sullivan, Platz 19) ebenfalls die Charts. Art Tatum spielte im selben Jahr eine Soloversion ein.
Kritiker bemängelten, dass das Stück mit seiner Leichtigkeit eher zu einem Nachtclub als zu Szenen aus dem amerikanischen Bürgerkrieg passen würde, sodass es zunächst aus dem Fokus geriet. Ein Revival erfuhr das Stück nach dem Zweiten Weltkrieg durch eine Neuaufnahme der Saxophonisten Johnny Hodges und Don Byas, die 1946 mit der All-Star-Band des Magazins Esquire für RCA Victor im Aufnahmestudio waren. Stan Getz (1950) interpretierte den Song unter dem Eindruck der Version von Hodges/Byas als „romantische Ballade“; spätere Aufnahmen des Stückes, etwa 1953 in seinem Quartett mit Chet Baker, waren wieder in mittlerem Tempo gehalten.

## Interpretationen (Auswahl)
Der Diskograf Tom Lord führt im Bereich des Jazz ab 1937 (mit Claude Thornhill) insgesamt 568 (Stand 2016) Aufnahmesessions auf.
Die folgende Auswahl, die auf Gesangsversionen (wie die von Billie Holiday, Julie London oder Ella Fitzgerald) vollständig verzichtet, hat Ted Gioia vorgenommen. In Klammern ist das Aufnahmedatum angegeben.
- Claude Thornhill mit Maxine Sullivan (14. Juni 1937)
- Art Tatum (29. November 1937)
- Esquire All-American Jazz-Award Winners mit Johnny Hodges/Don Byas (11. Januar 1946)
- Mel Tormé (15. November 1947)
- Chet Baker und Stan Getz, live aus dem The Haig (12. Juni 1953)
- Clifford Brown und Zoot Sims auf dem Album Jazz Immortal (12. August 1954)
- Jackie McLean auf dem Album McLean’s Scene (14. Dezember 1956)
- Dave Brubeck und Paul Desmond auf dem Album Gone With the Wind (22. April 1959)
- Wes Montgomery und Tommy Flanagan auf dem Album The Incredible Jazz Guitar of Wes Montgomery (26. Januar 1960)
- Bill Evans und Eddie Gomez auf dem Album Eloquence (7.–10. November 1976)
- Charles McPherson und Steve Kuhn auf dem Album But Beautiful (24. und 25. Juli 2003)